# Kongregacja ds. Obrzędów
Święta Kongregacja do spraw Świętych Obrzędów, łac. Congregatio pro Sacri Ritibus, została powołana 22 stycznia 1588 przez papieża Sykstusa V, początkowo pod nazwą Kongregacji ds. Świętych Obrzędów i Ceremonii.
Kongregacja ta stała na straży porządku w liturgii i sakramentach. Do jej obowiązków należały też sprawy beatyfikacyjne i kanonizacyjne. W początkowym okresie do jej zadań należało też pilnowanie przestrzegania zasad ceremoniału na dworze papieskim, jednak w 1627 papież Urban VIII utworzył w tym celu odrębną Kongregację ds. Ceremoniału. Z kolei po roku 1904 Kongregacja ds. Obrzędów przejęła kompetencje dotychczasowej Kongregacji ds. Odpustów i Świętych Relikwii.
W skład Kongregacji ds. Obrzędów wchodziło zazwyczaj po ok. 20–30 kardynałów, kilku prałatów niższych rangą, sekretarz, mistrzowie papieskich ceremonii oraz konsultorzy w sprawach beatyfikacyjnych i kanonizacyjnych.
8 maja 1969 została zlikwidowana przez papieża Pawła VI, który podzielił ją na Kongregację ds. Kultu Bożego i Dyscypliny Sakramentów i Kongregację Spraw Kanonizacyjnych.

## Lista prefektów Kongregacji
W ciągu pierwszego stulecia działalności prefektem tej Kongregacji był prawie zawsze jej kardynał dziekan, tj. najwyższy rangą kardynał będący jej członkiem, a w przypadku jego absencji, jego obowiązki przejmował automatycznie kardynał najwyższy rangą spośród obecnych, chyba że papież wyraźnie wyznaczył na prefekta kogoś innego. Dopiero w 1675 ówczesny papież Klemens X zadecydował, że objęcie funkcji prefekta nie następuje automatycznie, lecz konieczna jest formalna nominacja ze strony papieża. Jednakże aż do pierwszej połowy XVIII wieku nominacje te otrzymywali najczęściej dziekani lub wicedziekani Kongregacji.
- Alfonso Gesualdo (1588–1603)[1][3]
- Tolomeo Gallio (1603–1607)[1][3]
- Domenico Pinelli (1607–1611)[1][3]
- François de Joyeuse (1611–1615)[1][3]
- Antonio Maria Galli (1615–1620)[1][3]
- Francesco Maria Bourbon del Monte (1620–1626)[1][3]
- Giovanni Battista Deti (1626–1630)[1][3]
- Carlo Emmanuele Pio (1630–1641)[1][3]
- Pier Paolo Crescenzi (1641–1645)[1][3]
- Luigi Capponi (1645–1652)[3]
- Federico Cornaro (1652–1653)[3]
- Carlo de’ Medici (1653–1655)[3][4]
- Giulio Cesare Sacchetti (1655–1663)[3]
- Marzio Ginetti (1663–1671)[3][5]
- Antonio Barberini (1671)[3]
- Francesco Maria Brancaccio (1671–1675)[3]
- Ulderico Carpegna (1675–1679)[3]
- Cesare Facchinetti (1679–1683)[3]
- Niccolò Albergati-Ludovisi (1683–1687)[3][6]
- Alderano Cibo (1687–1700)[3][7]
- Gasparo Carpegna (1700–1714)[3][8]
- Ferdinando d’Adda (1714–1719)[3]
- Fabrizio Paolucci (1719–1726)[3]
- Carlo Maria Marini (1726–1747)[3]
- Fortunato Tamburini (1747–1761)[3]
- Giuseppe Maria Feroni (1761–1767)[3]
- Flavio Chigi (1768–1771)[3]
- Mario Marefoschi Compagnoni (1771–1780)[3]
- Giovanni Archinto (1781–1799)[3]
- Giulio Maria della Somaglia (1800-1830)[3]
- Carlo Maria Pedicini (1830–1843)[3]
- Lodovico Micara OFMCap (1843–1847)[3]
- Luigi Lambruschini CSSP (1847–1854)[3]
- Costantino Patrizi Naro (1854–1876)[3]
- Luigi Maria Bilio CRSP (1876–1877)[3]
- Tommaso Maria Martinelli OESA (1877–1878)[3]
- Domenico Bartolini (1878–1887)[3]
- Angelo Bianchi (1887–1889)[3]
- Carlo Laurenzi (1889)[3]
- Gaetano Aloisi Masella (1889–1897)[3]
- Camillo Mazzella (1897–1900)[3]
- Domenico Ferrata (1900–1903)[3]
- Serafino Cretoni (1903–1909)[3]
- Sebastiano Martinelli OSA (1909-1918)[3]
  - Scipione Tecchi, proprefekt (1914-1915)[3]
- Antonio Vico, proprefekt (1915-1918); prefekt (1918-1929)[3]
- Camillo Laurenti (1929-1938)[3]
- Carlo Salotti (1938-1947)[3]
- Clemente Micara, prefekt (1947-1950); proprefekt (1950-1953)[3]
- Gaetano Cicognani (1953-1962)[3]
- Arcadio María Larraona CMF (1962-1968)[3]
- Benno Gut OSB (1968-1969)[3]